# Goniądz
Goniądzⓘ é um município no nordeste da Polônia. Pertence à voivodia da Podláquia, no condado de Mońki. É a sede da comuna urbano-rural de Goniądz, localizada à beira do Vale do Biebrza, no rio Biebrza.
Inicialmente, um assentamento na terra de Wisła na Mazóvia. Goniądz recebeu foral de cidade antes de 1493. Nos anos 1975-1998, a cidade pertencia administrativamente à voivodia de Łomża.
Em 1955, o clube de futebol municipal Biebrza Goniądz foi fundado. Na temporada 2021/22, jogou no 1.º grupo, Podlaska Serie A.
Em 2004, o 3.º Festival Internacional de Cinema da Natureza com o nome dos Irmãos Waga foi realizado em Goniądz.
Em 30 de junho de 2012, a cidade tinha 1 933 habitantes. É um centro agrícola e de serviços para a agricultura; está localizada pela rota turística do rio Biebrza que liga os lagos da planície de Augustów e a região do lago Ełk com o rio Narew. Era uma cidade real na Coroa do Reino da Polônia, na administração do starosta de Knyszyn, na voivodia de Bielsk-Biała Podlaskie em 1795.
A estrada provincial n.º 670 atravessa a cidade.
Goniądz é a sede da paróquia católica de Santa Inês.
Estende-se por uma área de 4,3 km², com 1 714 habitantes, segundo o censo de 31 de dezembro de 2024, com uma densidade populacional de 400 hab./km².

## História
No século XIV uma aldeia, objeto de disputas entre a Mazóvia e a Lituânia; no século XIV/XV incorporada ao Grão-Ducado da Lituânia. Nos anos 1501–1506 Goniądz era propriedade do príncipe Michał Gliński. Incluído na Coroa do Reino da Polônia em 1569; recebeu os direitos de cidade em 1547; um centro de artesanato e comércio (porto fluvial); a partir de 1795 no domínio prussiano, onde foi sede de condado, a partir de 1807 no domínio russo; no final do século XIX uma ligação ferroviária; durante a ocupação alemã de 1941–1942 o gueto (cerca de 1 300 pessoas deportadas pelos alemães para Prostki perto de Grajewo); durante as hostilidades (1944), foi destruída em cerca de 80%.
Linha do tempo

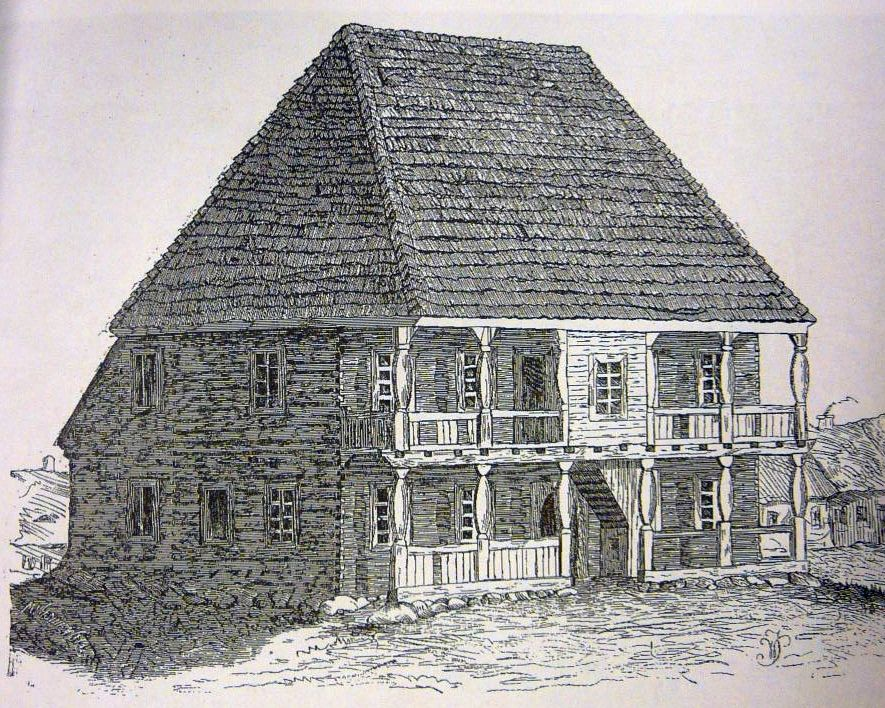
Prefeitura não mais existente de 1779

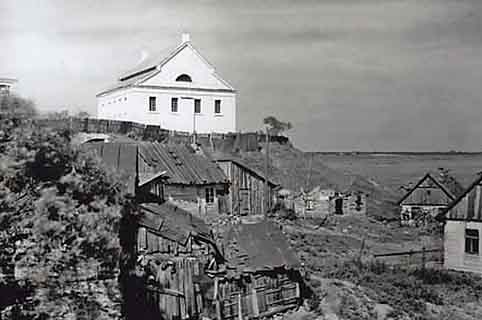
Sinagoga em Goniądz, antes de 1920

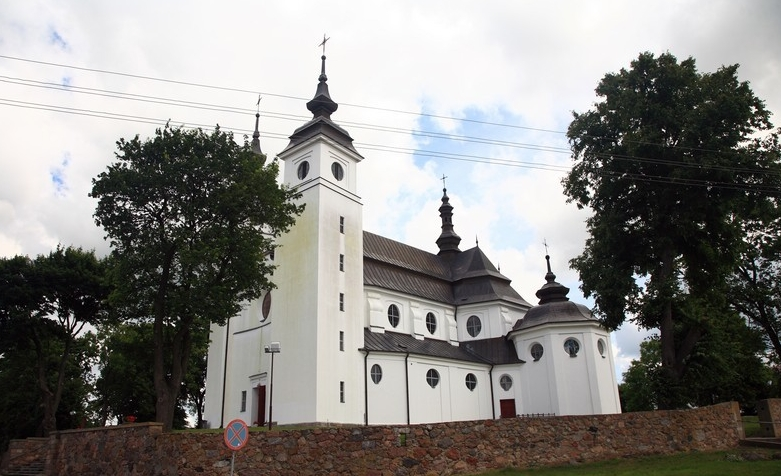
Igreja de Santa Inês

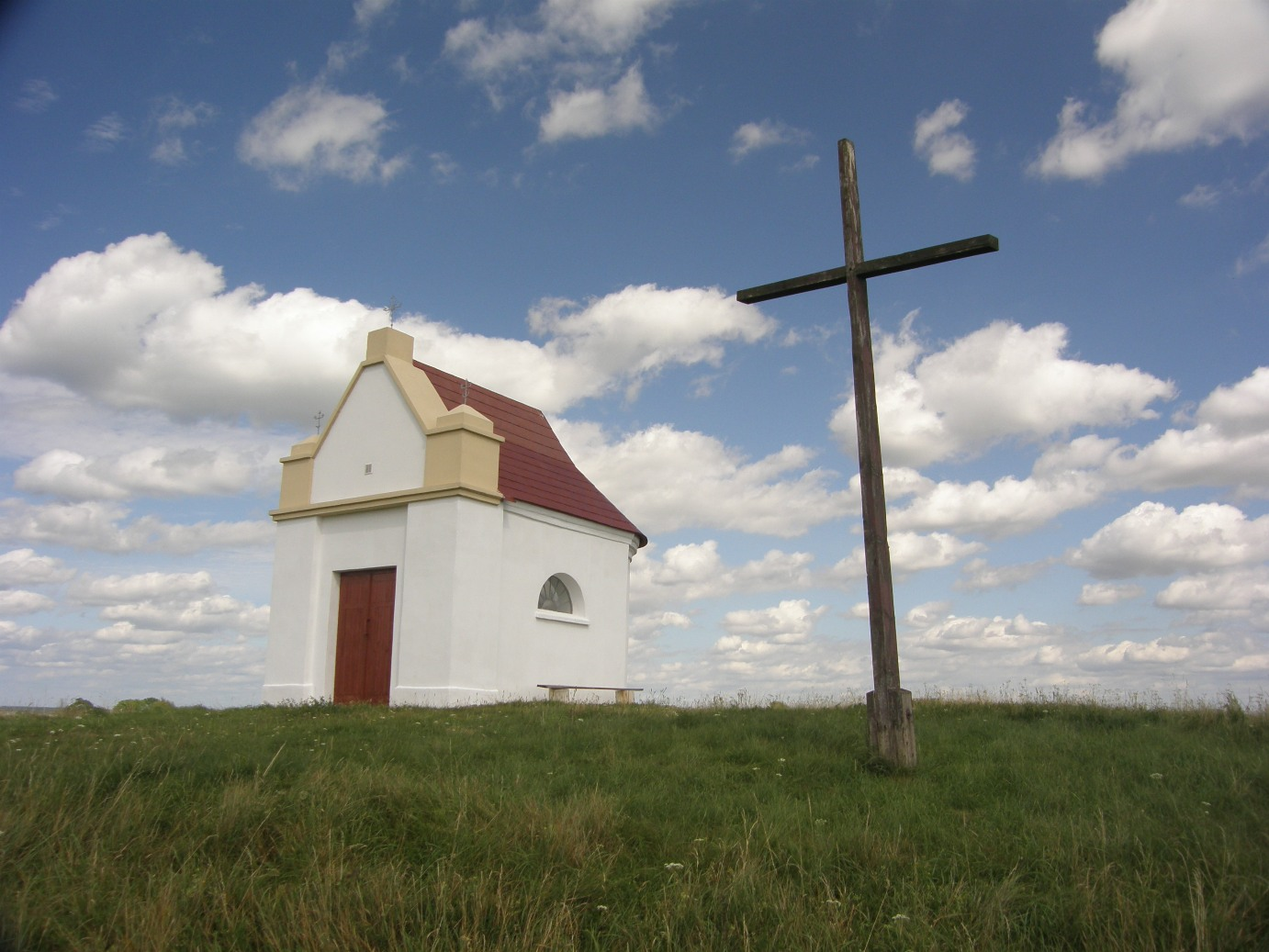
Capela de São Floriano

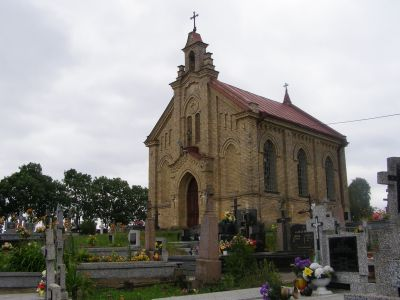
Capela do Espírito Santo no cemitério de Goniądz

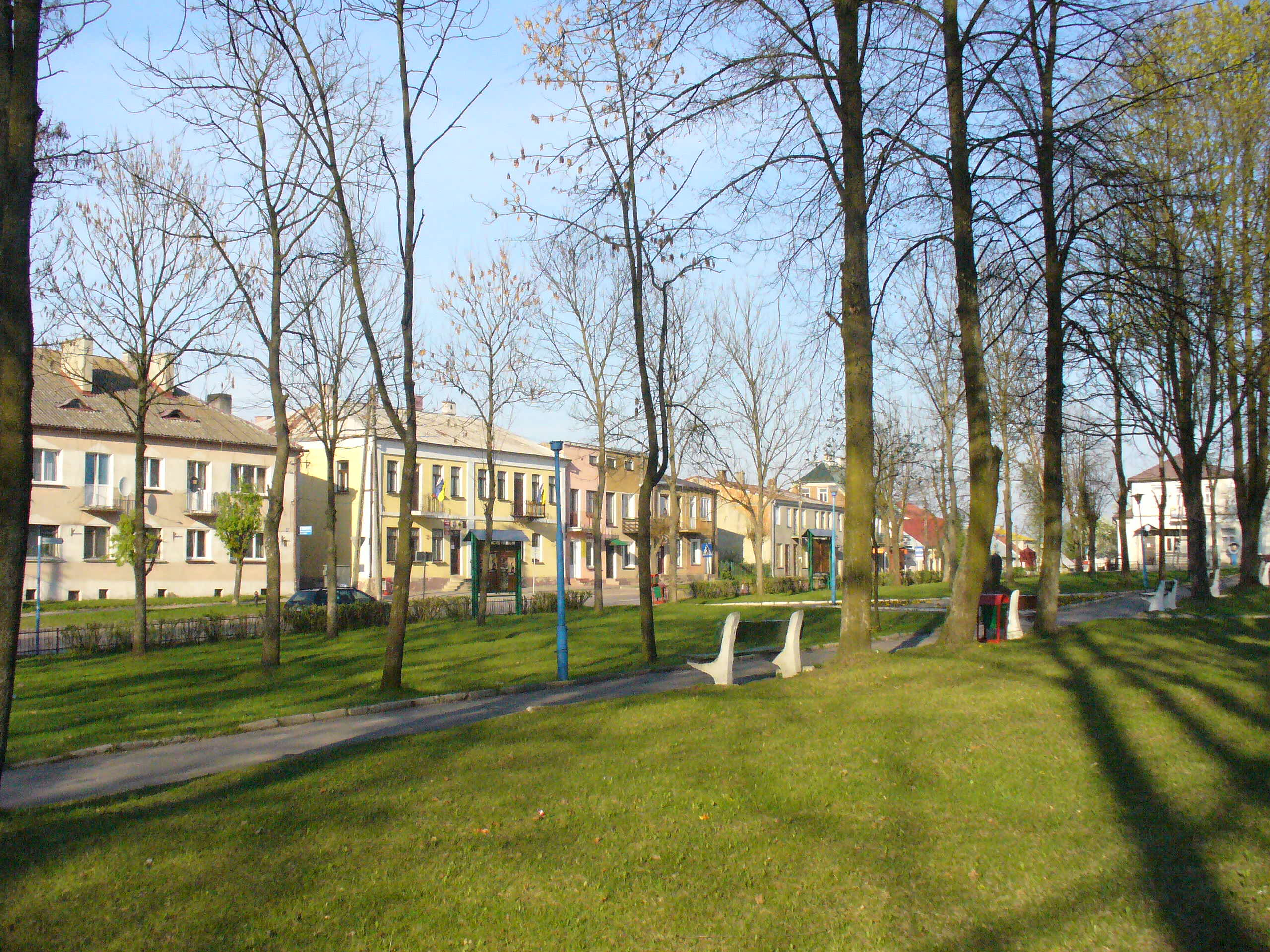
Praça principal em Goniądz

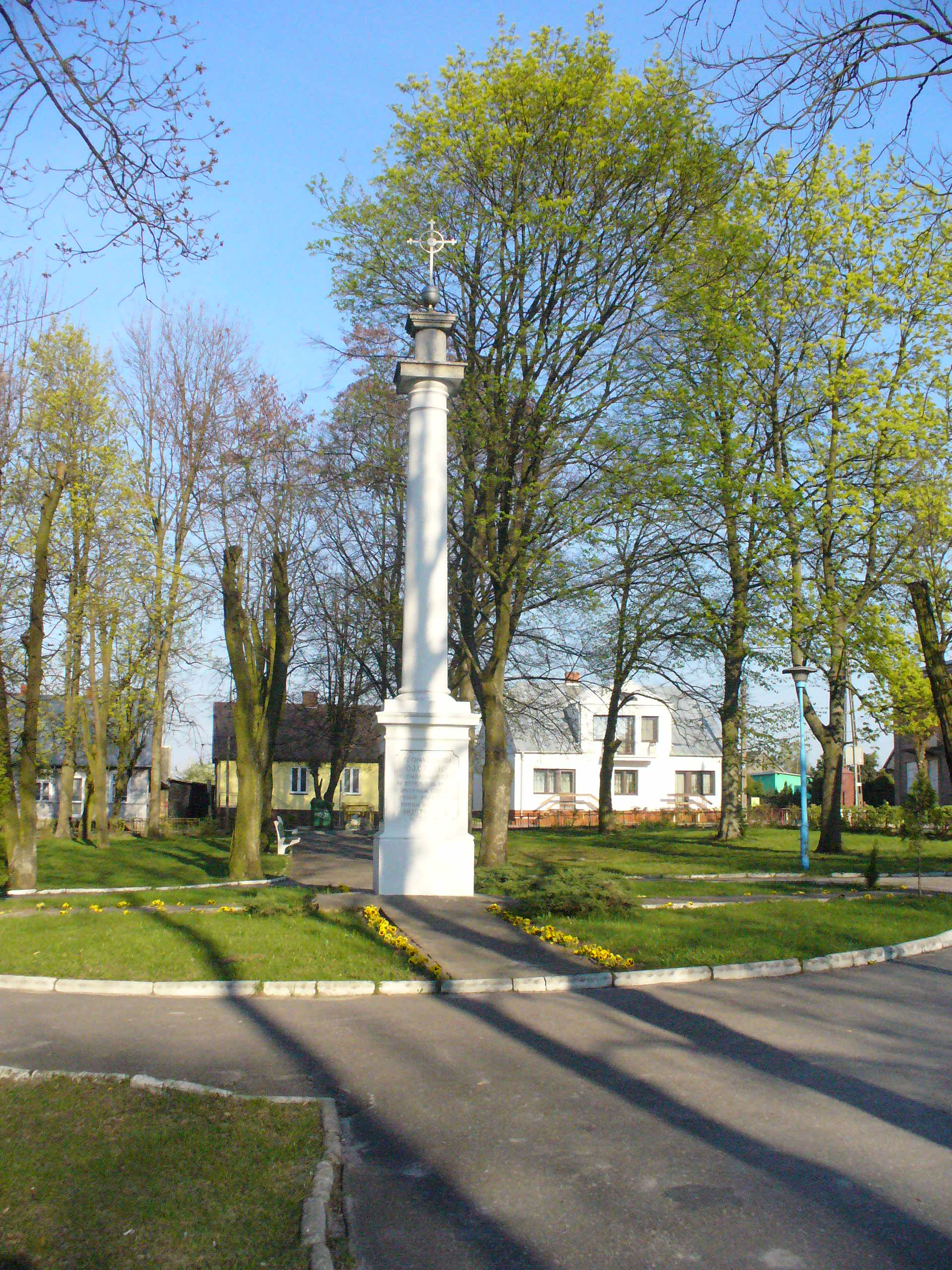
Monumento/coluna na praça principal

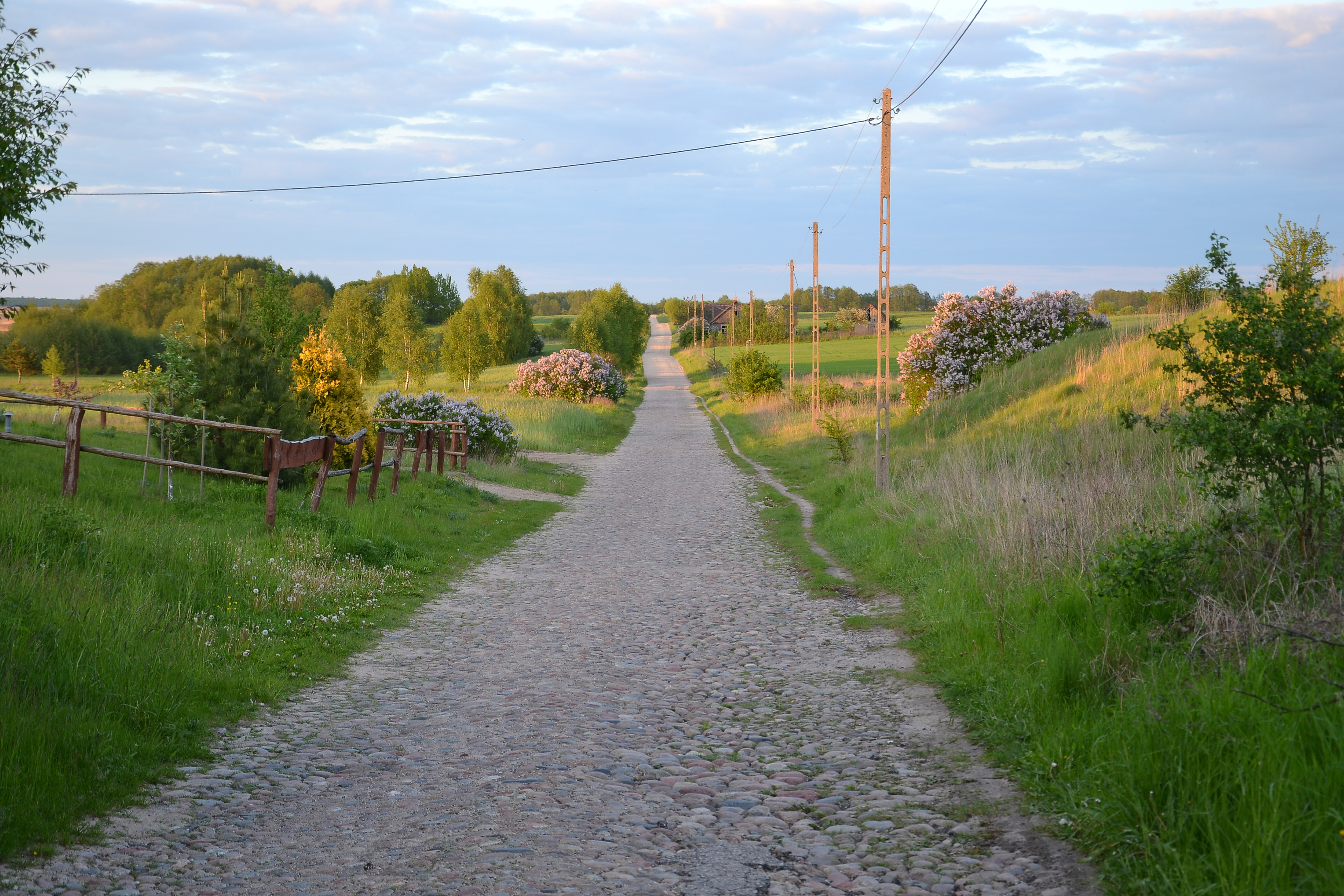
Estrada Czarista

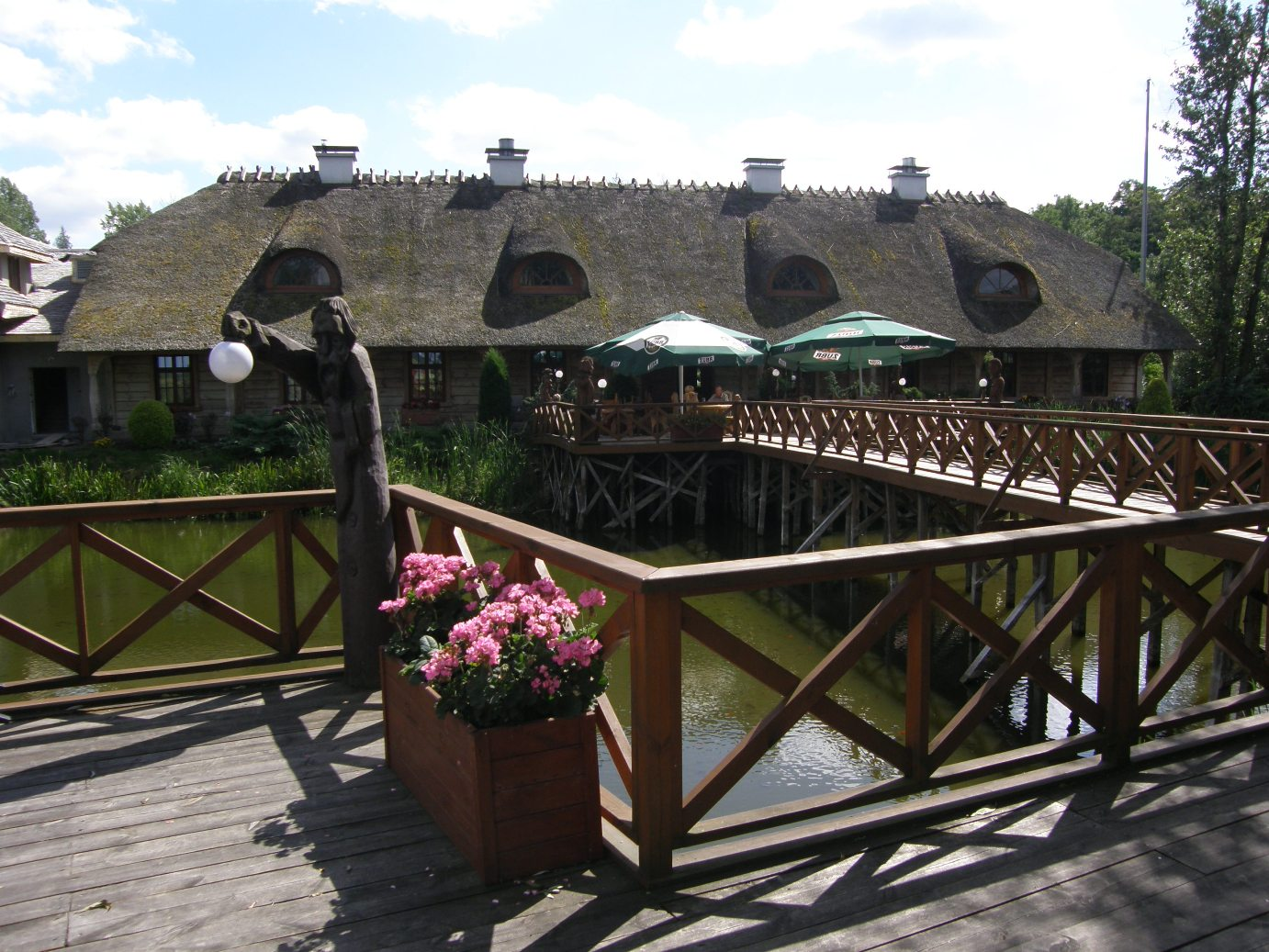
Pousada do Bartel

- 14 de agosto de 1358 — a primeira menção escrita de Goniądz — a capital do condado pertencente à terra de Wisła,[9]
- 2 de dezembro de 1382 — Siemovit IV, Duque da Mazóvia, com seu irmão Janusz I promete o castelo de Wizna com o condado de Goniądz à Ordem Teutônica
- 30 de dezembro de 1401 — Siemovit IV, Duque de Płock, promete a seu irmão Janusz I, duque de Czersk, as terras de Wiska com o condado de Goniądz
- 29 de janeiro de 1402 — Siemovit IV comprou do Grão-Mestre dos Cavaleiros Teutônicos a terra de Wiska com o condado de Goniądz
- Em 2 de julho de 1402, em uma carta a Janusz I e Siemovit IV, o Grão-Mestre dos Cavaleiros Teutônicos nega a retirada do Grão-Ducado da Lituânia, Vitautas, do condado de Goniądz
- antes de 1430 — Vitautas, o Grão-Duque da Lituânia, funda e dota a igreja paroquial; o primeiro templo foi chamado de Assunção da Bem-Aventurada Virgem Maria, São João Batista e Santa Inês
- 10 de fevereiro de 1464 — Maciej, o sacerdote de Goniądz aparece pela primeira vez
- 1501–1506 — Goniądz era propriedade de Michał Gliński, o príncipe lituano, de origem tártara. Em 1500 ele se tornou o marechal da corte da Lituânia. Em 1506 ele derrotou os tártaros na Batalha de Kleck. Ele foi injustamente acusado por seus oponentes da intenção de assumir o trono grão-ducal, privado de seu cargo por Sigismundo I, o Velho. Ele assassinou o voivoda de Trakai, J. Zabrzezinski, que intrigou contra ele. Ele iniciou uma revolta e em 1508 foi para o lado de Moscou, como resultado do qual ele perdeu sua propriedade na República das Duas Nações
- 5 de janeiro de 1509 — Goniądz e Rajgrod foram entregues por Sigismundo I, o Velho, ao voivoda de Trakai, Mikołaj Radziwiłł. A partir de então, a cidade pertencia à Terra de Bielsk
- 4 de maio de 1511 — Mikołaj Radziwiłł, voivoda de Vilnius, construiu uma capela sob a invocação da Santíssima Trindade, a Mãe de Deus, Maria e Todos os Santos
- 4 de janeiro de 1515 — Sigismundo I, o Velho, concede perpetuamente as terras de Goniądz-Rajgrodzkie a Mikołaj Radziwiłł
- 23 de abril de 1529 — Sigismundo I deu a seu filho Sigismundo Augusto as florestas, prados e terrenos baldios ao redor da propriedade de Goniądz,[9]
- 22 de dezembro de 1541 — o rei Sigismundo I emitiu um decreto segundo o qual os proprietários de Goniądz e Rajgród deveriam cumprir a lei polonesa e responder nos tribunais de terras
- 15 de fevereiro de 1547 — os proprietários de Goniądz, Stanisław Stanisławowicz Dowojno com sua esposa Petronela, concederam à cidade a lei de Chełmno
- 1564 — Anna Radziwiłłówna Kiszczyna herda Goniądz de sua irmã Petronella Radziwiłłówna e em 20 de maio de 1570, em Varsóvia, doa as terras de Goniądz ao rei Sigismundo II Augusto
- 1572 — Goniądz é incorporada ao condado de Knyszyn
- 1573 — o Sejm aprova os direitos e liberdades da cidade de Goniądz
- 15 de agosto de 1579 — o rei Estêvão Báthory emite um decreto estabelecendo uma mina de sal em Goniądz, a partir da qual a voivodia da Podláquia seria abastecida com sal
- 1580 — a cidade compreendia 174 włók e ¼ morga. Havia 247 casas. Viviam: 8 sapateiros, 3 ferreiros, 4 açougueiros, 27 pescadores, 1 construtor e reparador de fogões, 7 vendedores.
- 28 de maio de 1621 — incêndio da cidade de Goniądz
- 7 de março de 1667 — a constituição parlamentar cria o Escritório Municipal de Goniądz
- 1669 – A paróquia de Goniądz faz parte da forania de Augustów
- 15 de fevereiro de 1676 — João III Sobieski concedeu uma vereação à cidade de Goniądz
- 1765 — Goniądz tinha 243 casas e cerca de 1 500 habitantes
- 1775 — começou a construção de uma nova igreja de madeira. Os fundadores do templo foram o bispo Przemyski Antoni Betański, pároco titular de Goniądz e Izabela Branicka, nascida Poniatowska
- 8 de setembro de 1779 — incêndio de Goniądz
- 24 de junho de 1794 — durante a Revolta de Kościuszko, as tropas insurgentes travaram uma batalha vitoriosa com o exército prussiano em Osowiec e Klimaszewnica.
- 30 de junho de 1794 – a comissão de ordenação da região de Bielsk nomeia em Goniadz um movimento das paróquias de Zabbrze
- 1795 – como resultado da Terceira Partição da Polônia, Goniądz pertence ao Reino da Prússia; as autoridades prussianas cancelam o privilégio “de non tolerandis Judaeis” que estava em vigor até então, o que contribui para um afluxo significativo de judeus, principalmente os chamados “Lituanos”
- 7 de outubro de 1796 — um aviso sobre o comércio de sal na Prússia Oriental menciona uma loja de sal em Goniadz
- 1799 – a descrição prussiana da cidade mostra que 498 judeus vivem em Goniądz, de um total de 1.373 habitantes
- 1807–1915 – Goniądz faz parte do Império Russo
- 1849 – a cidade de Goniądz tinha: 2 praças não pavimentadas, 5 ruas, incluindo 3 ruas pavimentadas, 4 pontes de madeira, 2 cemitérios, um deles era uma igreja – cemitério, 20 hortas, 36 praças vazias, sem parques públicos
- 1860 – a paróquia tinha 5 054 pessoas
- 1864 – construção da capela de São Floriano na colina, no local do antigo cemitério hospitalar
- 1 de janeiro de 1878 – Goniądz tem 2 943 habitantes, incluindo 1 880 judeus, 1 056 católicos, 15 cristãos ortodoxos
- 1881 – um distrito administrativo é criado em Goniądz, incluindo as seguintes comunas: Jaświły, Krypno, Przytulanka
- 1897 – a cidade tem 3 402 habitantes
- Primeira Guerra Mundial – a cidade foi destruída por operações militares devido à linha de frente no rio Biebrza
- 30 de setembro de 1919 – Guzy foi incorporada a Goniądz[10][11]
- 26 de setembro de 1921 – incêndio na igreja em Goniądz
- 30 de setembro de 1921 – segundo o censo, Goniądz era habitada por um total de 2 642 pessoas, das quais mulheres — 1 423 e homens — 1 219. Havia 430 edifícios residenciais[12]
- 15 de setembro de 1924 – consagração da nova igreja em Goniądz, construída conforme o projeto do prof. Oskar Sosnowski
- Setembro de 1939 – motins antijudaicos ocorrem em Goniądz durante os primeiros dias da ocupação alemã
- 1939–1941 – ocupação soviética
- 22 de junho de 1941 – a Alemanha invade a União Soviética; há uma fuga em pânico dos soviéticos da cidade, tomada pelos marginalizados sociais poloneses, que saqueiam a população judaica.
- 4 de julho de 1941 – o conselho da cidade decidiu contar os judeus que moravam na cidade que estavam reunidos na praça do mercado. Trinta deles foram acusados de colaborar com o Exército Vermelho e assassinados no cemitério judaico com a ajuda de bastões. Segundo o Dr. Mirosław Tryczyk, autor do livro sobre os pogroms de judeus poloneses, foram os próprios habitantes poloneses que prepararam para os alemães uma lista de judeus a serem fuzilados, e os assassinatos duraram duas semanas — todas as noites[13]
- 21/22 de julho de 1941 – os poloneses assassinaram vinte judeus à noite e torturaram outros.
- 1941–1945 – ocupação alemã
- 2 de novembro de 1942 - liquidação do gueto judeu, os judeus de Goniądz (cerca de 600) foram deportados para o campo de trânsito em Pietrasze, de onde os alemães posteriormente enviaram a maioria deles para centros de extermínio
- 10 de agosto de 1944 – os alemães explodem duas torres e parte das paredes da igreja; 80% da cidade é destruída devido à linha de frente germano-soviética no rio Biebrza
- 12 de janeiro de 1945 – tropas soviéticas entram em Goniądz
- 1955 – conclusão da reconstrução da igreja
- 30 de dezembro de 1995 – Goniądz tem uma população de 1 907 habitantes

## Demografia
Conforme os dados do Escritório Central de Estatística da Polônia (GUS) de 31 de dezembro de 2024, Goniądz é uma cidade muito pequena com uma população de 1 714 habitantes (36.º lugar na voivodia da Podláquia e 908.º na Polônia), tem uma área de 4,3 km² (37.º lugar na voivodia da Podláquia e 913.º lugar na Polônia) e uma densidade populacional de 400 hab./km² (21.º lugar na voivodia da Podláquia e 651.º lugar na Polônia). Nos anos 2002–2024, o número de habitantes diminuiu 11,3%.
Os habitantes de Goniądz constituem cerca de 4,61% da população do condado de Mońki, constituindo 0,15% da população da voivodia da Podláquia.
| Descrição                         | Total      | Total   | Mulheres   | Mulheres | Homens     | Homens  |
| --------------------------------- | ---------- | ------- | ---------- | -------- | ---------- | ------- |
| unidade                           | habitantes | %       | habitantes | %        | habitantes | %       |
| população                         | 1 714      | 100     | 913        | 53,3     | 801        | 46,7    |
| superfície                        | 4,3 km²    | 4,3 km² | 4,3 km²    | 4,3 km²  | 4,3 km²    | 4,3 km² |
| densidade populacional (hab./km²) | 400        | 400     | 213,2      | 213,2    | 186,8      | 186,8   |

Segundo o censo de 1921, a cidade era habitada por 2 642 pessoas (das quais 1 423 eram mulheres e 1 219 homens), sendo 1 506 católicos, 1 ortodoxo e 1 135 judeus. Ao mesmo tempo, 1 576 habitantes declararam nacionalidade polonesa, 1 065 judeus e um ruteno. Havia 430 edifícios residenciais na cidade.

## Monumentos históricos
- Igreja de Santa Inês[18]
- Capela de São Floriano

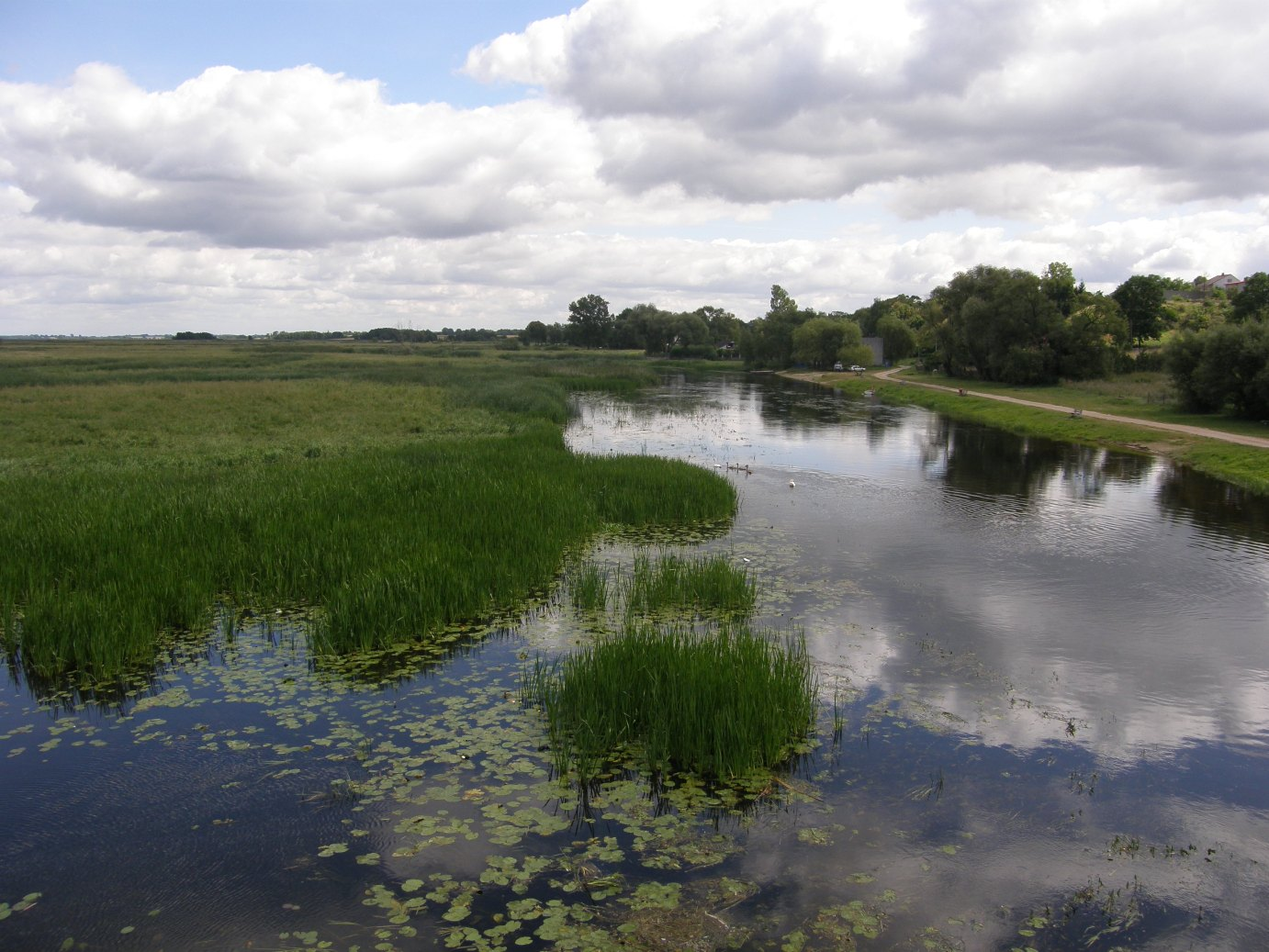
Rio Biebrza visto da ponte em Goniądz

- Capela do Espírito Santo (cemitério)
- Sinagoga em Goniądz[19]
- Cemitério judaico em Goniądz
- Goniądz (parada de trem)
- Restos da Fortaleza de Osowiec do século XIX localizada na comuna.

## Turismo
- Na aldeia de Osowiec-Twierdza está a sede do Parque Nacional do Biebrza.
- Goniądz sedia o festival de música rock “Rock na Bagnie” desde 2013.[20]